# غرينفيل تيرنر
غرينفيل تيرنر (بالإنجليزية: Grenville Turner)‏ (و. 1936 – م) هو فيزيائي من المملكة المتحدة . وهو عضواً في الجمعية الملكية .

## التعليم
تعلم في جامعة أوكسفورد، وجامعة كامبريدج

## مناصب وهيئات
أدار جامعة شفيلد.

## جوائز
حصل على جوائز منها:
- زمالة الجمعية الملكية.